# Detmold
Detmold (em alemão: AFI: [ˈdɛtmɔlt], ouvirⓘ) é uma cidade da Alemanha, capital do distrito de Lippe e da região administrativa de Detmold, estado da Renânia do Norte-Vestfália.